# ボルィースピリ
ボルィースピリ(ウクライナ語:Бориспіль；意訳：「ボルィースの町」)は、ウクライナ、キーウ州東部における都市。キーウ州ボルィースピリ地区の中心。キーウの南東に位置する。ウクライナ国内で最大の国際空港であるボルィースピリ国際空港の所在地。

## 歴史
ボルィースピリの歴史は11世紀に遡る。当時この地名は「レートチ」・「リトー」・「オルトー」と呼ばれ、キエフ・ルーシに属し、1015年に聖ボルィス公が暗殺された場所として『ルーシ年代記』に登場する。さらに、年代記の1154年条にはこの地名はレートチ城として見え、13世紀のモンゴル帝国の侵略によって全滅される。それ以後、ボルィースピリの地域はリトアニア大公国ならびにポーランド・リトアニア共和国の領土となる。
16世紀前半に当地はキーウの荒地ムィクィーリシクィイ修道院の所有地となり、初めて「ボルィースピリ」と呼ばれるようになる。1590年の史料では「ボルィースピリ町」という地名が見え、コサックの頭領ヴォーイテフ・チョノヴィーツィクィイの支配下に置かれている。1596年にポーランド王ジグムント3世はボルィースピリを王領とし、後に自治権を与える。
17世紀にボルィースピリは貴族のジョルケヴスキー家の所有町となってウクライナの大きな都市の一つとして発展していく。1648年から1657年の間にフメリニツキーの乱が勃発すると、ボルィースピリはコサック国家ペラヤースラウ連隊の百人隊地区の都市となる。
1802年にボルィースピリ町はロシア帝国のポルタヴァ県ペラヤースラウ郡ボルィースピリ郷の中心となる。さらに1956年からウクライナ・ソビエト社会主義共和国のボルィースピリ地区の中心都市を経て、1994年にウクライナのキーウ州特別都市となる。

## 経済
- ボルィースピリ国際空港（1965年建設）
- 農業
- 煉瓦産業、コンクリート産業